# ناحیه بخت‌امیر
ناحیه بخت‌امیر (به ازبکی: Bektemir) یک منطقهٔ مسکونی در ازبکستان است که در تاشکند واقع شده‌است. ناحیه بخت‌امیر ۲۰٫۵ کیلومتر مربع مساحت و ۲۷٬۵۰۰ نفر جمعیت دارد.